# Словообразуващи и формообразуващи морфеми
Словообразуващите морфеми изграждат речниковото (лексикалното) значение на думата. Такива морфеми са корените, представките и
наставките.
Пример: От съществителното име глас (което се състои само от корен) с помощта на представката съ- и наставката -ен се получава прилагателното име съгласен.
Формообразуващите морфеми изграждат граматическото значение на думата (например нейния род или число). Такива морфеми са окончанието и определителният член.
Пример: От формата за единствено число на думата град (която се състои само от корен) с помощта на окончанието -ове и определителния член -те се получава членуваната форма за множествено число градовете.
В някои езици съществува допълнителна морфема, която няма нито лексикално, нито граматическо значение, а служи само за свързване на няколко думи в една. Нарича се съединителна морфема (а в българския език се нарича също съединителна гласна, понеже е някоя от гласните о, е, и) и има само формално-структурна функция.
Примери: самолет, земевладелец, десетилетие.